# Karangglonggong
Karangglonggong is een bestuurslaag in het regentschap Kebumen van de provincie Midden-Java, Indonesië. Karangglonggong telt 554 inwoners (volkstelling 2010).